# Комета (танк)
Крейсерский танк «Комета» (англ. Cruiser Tank «Comet»), A34 — британский средний крейсерский танк времён Второй мировой войны, выпускавшийся с 1944 по конец 1945 года, дальнейшее развитие крейсерского танка Mk.VIII «Кромвель».
Вооружён орудием 77 mm HV, модификацией 17-фунтовой противотанковой пушки (англ. Ordnance Quick Firing 17-pounder) HV (англ. High Velocity), более лёгкой по массе и с меньшей длиной ствола, чем оригинальный вариант, но обладающей не намного меньшей бронепробиваемостью (во избежание путаницы с оригинальной 17-фунтовкой её калибр указывался как 77 мм, хотя на самом деле фактически равнялся тем же 76,2 мм).
Показал себя эффективным в борьбе со средними и тяжёлыми танками вермахта. После войны состоял на вооружении войск Великобритании до 1958 года, приняв участие в Корейской войне, был заменён в войсках на танк следующего поколения «Центурион», также состоял на вооружении ряда других стран до 1980-х годов.

## Модификации
- FV301 — на танке FV301 использовалось орудие от Кометы .
- БМТО на базе танка "Комета" — использовались в сухопутных войсках ЮАР для обслуживания ОБТ  Olifant Mk1A (южноафриканской модификации танка Centurion ).

## История создания
Идеологическим предком танка являлась знаменитая английская модификация американского танка «Шерман» — «Файрфлай», в начале 1944 года успешно проявившая себя в танковых боях в Европе. Успехи этой машины в боях с одним из основных противников американских и английских танкистов — «Пантерой» — не могли не обратить на себя внимание английского командования. Для британских танковых командиров стало окончательно ясно, что каждый танк должен быть, по сути, «вещью в себе», универсальной машиной, способной решать на поле боя любые задачи, в том числе эффективно бороться с вражеской бронетехникой, а для этого требуется сбалансированное длинноствольное орудие, сочетающее в себе высокую бронепробиваемость с фугасной мощью. 17-фунтовка, разработанная в 1942 году, объективно была именно таким орудием, однако опыт боёв на «Шерман Файрфлай» показал, что данное орудие является достаточно тяжёлым для среднего танка и требуется его облегчение, возможно, даже с небольшим ущербом для бронепробиваемости. К тому же необходимость поставки «Шерманов» из США для переделки в «Файрфлай», в то время как такие танки требовались в больших количествах, тяготила англичан. Было ясно: требуется танк нового поколения на собственной базе. В результате было принято решение о разработке нового крейсерского танка на базе «Кромвеля» с усиленным лобовым бронированием, просторной башней и модифицированным орудием на базе 17-фунтовки. Таким образом появился проект танка А34 для установки на который была выбрана пушка HV 77 mm, представлявшая собой облегчённую 17-фунтовую пушку, разработанную фирмой Vickers-Armstrong, с укороченным для размещения в башне танка казёнником и использовавшим более короткую и широкую гильзу, новое орудие оказалось отлично сбалансированным и прекрасно подходило для размещения его в башне, хоть и имело несколько меньшую бронепробиваемость по сравнению с оригинальной 17-фунтовкой. Также для установки рассматривалась новейшая американская 76-мм пушка М1 разработанная для танков «Шерман». После сравнительных испытаний орудий, выбор был остановлен на HV 75 mm, показавшей гораздо более высокие характеристики, получив обозначение 77 mm для избежания путаницы с боеприпасами от 17-фунтового орудия имевшими другую гильзу. 
Leyland Motors, выпускавшая танки «Кромвель», получила задание на разработку А34 в феврале 1943 года, к сентябрю был готов первый макет. В октябре 1943 года генеральный штаб дал распоряжения о начале производства. Первый A34 из конструкционной стали был готов в феврале 1944 года, летом проходили испытания уже 20 машин.

## Конструкция и технические характеристики
Разработанная на базе «Кромвеля», «Комета» состояла на 60 % из новых узлов и деталей, имела более высокий корпус, новую башню (на Comet диаметр погона увеличили до 1626 мм), усиленное бронирование и новое орудие.
Танк оснащался бензиновым двигателем водяного охлаждения Rolls-Royce Meteor мощностью 600 л. с., обладая таким образом удельной мощностью 18 л. с./т, машина весом более 33-х тонн развивала скорость до 47 км/ч (29 миль/ч) по шоссе и 29 км/ч (18 миль/ч) на пересечённой местности, что делало её одним из наиболее маневренных и скоростных средних танков, применявшихся во Второй мировой войне.
Башня имела электропривод поворота с механическим дублированием в случае повреждения электрооборудования. Скорость поворота башни — 15°/сек.
Экипаж состоял из пяти человек: командир, наводчик, заряжающий, стрелок и водитель.
Вооружение76,2-мм пушка с боекомплектом в 61 выстрел; два 7,92-мм пулемёта BESA, боекомплект — 5175 патронов; гранатомёт с 20 гранатами к нему. Для ведения боя вне танка экипаж обеспечивался ручным пулемётом Bren .303 с 600 патронами.
Орудие танка обладало бронепробиваемостью в 110-мм бронебойными и 165-мм подкалиберными снарядами на расстоянии в 1 тыс. метров, что позволяло на равных бороться с «Пантерами», оснащёнными 75-мм пушками 7,5 cm KwK 42 и немного превосходило орудия, установленные на американском «Шермане» и советском T-34-85.
Бронирование башни; лобовая броня — 102 мм, борт — 63 мм, корма — 57 мм, крыша — 25 мм. Бронирование корпуса; лоб — до 76 мм, борт — до 32 мм, корма — до 32 мм, крыша — 25 мм.

## Производство
Заказ на серийное производство был отправлен Leyland Motors в сентябре 1944 года, и первые танки A34, получившие название «Комета», начали поступать в войска с декабря 1944 года. 
Всего было выпущено 1186 танков, из них:
- «Leyland Motors» — 610 штук (номера T.334901 — T.335725);
- «English Electric» — 276 штук (номера T.336076 — T.336575);
- «Metro-Cammell» — 150 штук (номера T.336576 — T.336900);
- «John Fowler & Co» — 150 штук (номера T.335726 — T.336075).

## Боевое применение
В целом, имея мощную дальнобойную пушку в сочетании с отличной обзорностью, защищенностью, подвижностью и надёжностью, «Комета» стала лучшим танком Королевских вооружённых сил. 
Минусом танка, который без существенных доработок не мог быть быстро устранён (и он скорее всего не успел бы попасть в войска до конца войны, как это произошло с танком «Центурион»), были нерациональные углы наклона лобовых броневых плит, а также его поздняя разработка, что привело к получению этих машин армией уже под самый конец войны.
После войны состоял на вооружении войск Великобритании до 1958 года. 
Основное боевое применение танк нашёл в Палестине, уже после окончания Второй мировой войны.
Принял участие в Корейской войне.